# Euplexia melanops
Euplexia melanops är en fjärilsart som beskrevs av Oswald Beltram Lower 1902. Euplexia melanops ingår i släktet Euplexia och familjen nattflyn. Inga underarter finns listade i Catalogue of Life.